# Sulitario/Onore
Sulitario/Onore, pubblicato nel 1970, è un singolo del cantante italiano Mario Trevi.

## Storia
Il disco contiene due brani inediti di Mario Trevi. Il brano Sulitario è presentato al Festival di Napoli 1970 con Giulietta Sacco.

## Tracce
Lato A
- Sulitario  (Giovanni Marigliano-Enzo Di Domenico)

Lato B
- Onore (Marigliano-Di Domenico)

## Incisioni
Il singolo fu inciso su 45 giri, con marchio King Universal (AFK 56112).
Direzione arrangiamenti: M° Tony Iglio.